# 前300年代
| 千纪： | 前1千纪 |
| 世纪： | 前5世纪 \| 前4世纪 \| 前3世纪                                                                              |
| 年代： | 前330年代 \| 前320年代 \| 前310年代 \| 前300年代 \| 前290年代 \| 前280年代 \| 前270年代                    |
| 年份： | 前309年 \| 前308年 \| 前307年 \| 前306年 \| 前305年 \| 前304年 \| 前303年 \| 前302年 \| 前301年 \| 前300年 |

前300年代從前309年1月1日開始，於前300年12月31日結束。

## 大事记
- 公元前308年，秦任樗里疾為左丞相，甘茂為右丞相。
- 公元前307年，秦武王赴洛陽舉鼎絕脈而死，弟秦昭襄王稷嗣位。
- 公元前307年，趙武靈王胡服骑射。
- 公元前306年，秦右丞相甘茂奔齊。
- 公元前306年，亞歷山大部將托勒密據埃及建立托勒密王國。
- 公元前305年，秦穰侯魏冉殺惠文后及諸王子。
- 公元前301年，齊宣王辟彊卒，子齐湣王嗣位。